# Шмид, Корделия
Корделия Шмид (Cordelia Schmid; род. 1967, Майнц) — немецкий информатик, пионер в области компьютерного зрения. Доктор философии (1996), с 1997 работает во французском INRIA, ныне (с 2004) исследовательский директор. Также работает в Google (с 2018).
Член Леопольдины (2017).
Родилась в семье ученого (ее отец был физиком, а мать — учительницей английского и французского языков, позже — домохозяйкой); прежде, чем заняться информатикой, изучала математику.
Окончила Университет Карлсруэ с отличием (магистр компьютерных наук, 1992), с работой по зрению роботов. Докторскую степень по информатике получила в Политехническом институте Гренобля (науч. рук-ль — Roger Mohr), отмечена наградой за лучшую диссертацию. В ней К. Шмид разработала принципиально новые процедуры в области распознавания изображений.
В 2001 хабилитировалась там же и по той же специальности. В 1996-97 исследовательский ассистент-постдок в Oxford Robotics Institute. В 2013-18 шеф-редактор International Journal of Computer Vision, соредактор с 2004 по 2012.
Феллоу European Laboratory for Learning and Intelligent Systems (2020). Работает над развитием компьютерного зрения и распознавания объектов.
Награды и отличия
- Milner Award[англ.] (2020)
- PAMI Distinguished Researcher Award (2021)[12]
- Премия Кёрбера (2023)
- Prix Monte-Carlo Femme de l’Année (2024)
- European Inventor Award[англ.] (2024)[13]